# Hansruedi Baumann
Hansruedi Baumann (* 3. Oktober 1960) ist ein Schweizer Fussballtrainer und ehemaliger Fussballspieler (Stürmer).

## Karriere
Nach dem Wiederaufstieg aus der 1. Liga in die Nationalliga B mit dem FC Thun in der Saison 1996/1997 beendete  Baumann seine Fussballkarriere auf dem Höhepunkt. Der Stürmer schoss im Aufstiegsspiel gegen den FC Tuggen das spielentscheidende Tor.
Nach einer Ruhepause und  Trainerausbildungen übernahm Baumann im Sommer 2000 die U-18 Mannschaft des FC Thun. In den folgenden Jahren wurde er mit dieser Mannschaft Schweizer Meister im U-18-Junioren-Fussball.
Nach dem Wechsel 2005 zum FC Spiez und dem sofortigen Aufstieg in die 2. Liga interregional wurde Baumann im darauffolgenden Sommer wieder zurück zum FC Thun geholt. Dort übernahm er die neue U-21-Mannschaft, mit welcher er in der 2. Liga regional einstieg.
Viele Spieler, mit denen er bereits in der U-18 gearbeitet hatte, gehörten auch in der U-21 wieder zu seinem Kader. Im ersten Jahr gelang der Mannschaft der Aufstieg in die 2. Liga interregional. In der Saison 2007/2008 schaffte das Team es, sich in der vierthöchsten Schweizer Spielklasse zu etablieren; es erreichte den dritten Tabellenrang.
Nach dem Abstieg des FC Thun 2007/08 in die Challenge League und der Entlassung von René Van Eck wurde Hansruedi Baumann am 29. Mai 2008 in die 1. Mannschaft berufen, sein Vertrag lief bis zum Ende der Saison 2008/09. Nach einer recht akzeptablen Vorrunde folgten im Frühling einige hohe Niederlagen, und Baumann wurde kurz vor Saisonende seines Amtes enthoben.
In der Saison 2009/10 trainierte er die erste Mannschaft des FC Interlaken, danach erneut den FC Spiez und von 2016 bis 2020 den FC Bümpliz. 2020 übernahm er den Trainerposten beim FC Prishtina Bern und führte diesen in die 2. Liga interregional.
Er ist verheiratet und hat drei Kinder.

### Spieler
- bis 1997 – FC Thun

### Trainer
- 2000 bis 2005 – FC Thun U-18
- 2005 bis 2006 – FC Spiez
- 2006 bis 2008 – FC Thun U-21
- 2008 bis 2009 – FC Thun 1. Mannschaft
- 2009 bis 2010 – FC Interlaken
- 2010 bis 2012 – FC Spiez
- 2014 bis 2016 – SC Bümpliz
- 2020 bis 2022 – FC Prishtina Bern
- 2024 bis 2024 – FC Prishtina Bern
- 2024 bis heute – FC Prishtina Bern (Co-Trainer)